# Rio Belinul Mare
O Rio Belinul Mare é um rio da Romênia afluente do Rio Olt, localizado no distrito de Covasna.